# Везер
Везер (на немски: Weser) е голяма река в Германия (провинции Хесен, Северен Рейн-Вестфалия, Долна Саксония и Бремен), вливаща се в Северно море.
Дължина 451 km (с дясната съставяща я река Вера 751 km), площ на водосборния басейн 45 792 km².

## Географска характеристика

### Извор, течение, устие
Река Везер се образува на 117 m н.в., при град Мюнден (провинция Долна Саксония) от сливането на двете съставящи я реки Фулда (лява съставяща) и Вера (дясна съставяща), където ширината на коритото ѝ е 94 m. В горното си течение (до град Минден) тече в тясна и дълбока долина с множество планински меандри между средногерманските нископланински масиви Золинг и Тевтобургска гора, а преди град Минсен чрез дълбок каньон разделя масивите Везергебирге на изток и Виенгебирге на запад. След излизането си от хълмистите райони Везер тече през западната част на Северногерманската равнина, до устието на десния си приток Алер на север, а от там до устието си на северозапад в много широка и плитка долина с бавно и спокойно течение. Ширината на коритото ѝ при град Бремен (на 69 km от устието) достига 220 m. След Бремен ширината на коритото продължава да расте, придобива фуниевидна форма и при град Бремерхафен, където се влива в Хелголандския залив на Северно море достига 11 km.

### Водосборен басейн, притоци
Водосборният басейн на Везер обхваща площ от 45 792 km². Речната ѝ мрежа е двустранно развита с много повече, но по-къси леви и по-малко, но по-дълги десни притоци. На юг и югозапад водосборният басейн на Везер граничи с водосборниs басейн на река Рейн, на запад – с водосборните басейни на реките Емс и Яде, а на изток – с водосборния басейн на река Елба, всички от басейна на Северно море.
Основни притоци:
- леви – Фулда (220 km, 6947 km²), Димел (111 km, 1760 km²), Нете (50 km, 460 km²), Емер (62 km, 535 km²), Вере (72 km, 1485 km²), Ауе (88 km, 1522 km²), Хунте (173 km, 2635 km²);
- десни – Вера (300 km, 5497 km²), Алер (260 km, 15721 km²), Вюме (131 km, 2187 km²).[1]

### Хидроложки показатели
Везер има смесено снежно-дъждовно подхранване с ясно изразено пролетно пълноводие и лятно маловодие, по време на което характерно явление са епизодичните прииждания на реката в резултат на поройни дъждове във водосборния ѝ басейн. Среден годишен отток в долното течение 322 m³/sec.

## Стопанско значение, селища
Везер е плавателна за плиткогазещи (до 350 т) речни съдове по цялото си протежение, като на места коритото ѝ е изправено и канализирано. Долното ѝ течение, до град Бремен (на 69 km от устието) е достъпно за океански кораби (освен най-големите, над 50 хил.т). При град Минден реката се пресича от „Северогерманския плавателен канал“, като по този начин се свързва на запад с речните системе на реките Емс и Рейн, а на изток – с речната система на Елба. На северозапад чрез левия си приток Хунте и канала „Кюстен“ се свързва още веднъж с река Емс.
Долината на реката е гъсто заселена, като най-големите селища са градовете: Мюнден, Хьокстер, Холцминден, Хамелн, Ринтелн, Флото, Минден, Нинбург, Бремен, Бремерхафен.